# برج تون مصطفى
برج تون مصطفى هو برج زجاجي يبلغ طوله 122 مترًا، ويتكون من 30 طابقًا في كوتا كينابالو، صباح، ماليزيا. تم بناؤه عام 1976 من قبل شركة موري للبناء، وهي شركة بناء يابانية. كان اسم المبنى في السابق برج ياياسان صباح لأنه كان يضم مؤسسة صباح، وهي مؤسسة ترعاها الدولة لتعزيز التعليم والتنمية الاقتصادية في الولاية. في عام 2001، تمت إعادة تسمية البرج تكريماً لمصطفى هارون، رئيس وزراء ولاية صباح السابق وحاكم الولاية.
يوجد طابق دوار في الطابق الثامن عشر، والذي يدور ببطء ليمنحك رؤية كاملة لخليج ليكاس، يدور 360 درجة في الساعة. في 20 أبريل 1997 نجح المتسلق آلان روبرت في تسلق المبنى بموافقة الحكومة، من أجل جمع التبرعات، وبدأ الصعود من الطابق السادس عشر ووصل إلى قمة المبنى في خمس دقائق فقط.